# Acraea albireducta
Acraea albireducta är en fjärilsart som beskrevs av Stoneham 1936. Acraea albireducta ingår i släktet Acraea och familjen praktfjärilar. Inga underarter finns listade i Catalogue of Life.